# Галлен-Каллела, Аксели
Аксели Галле́н-Ка́ллела (фин. Akseli Gallen-Kallela), при рождении Аксель Вальдемар Галлен (швед. Axel Waldemar Gallén), 26 апреля 1865, Бьёрнеборг, Великое княжество Финляндское, Российская империя — 7 марта 1931, Стокгольм, Швеция) — финский художник шведского происхождения. Важнейший представитель живописи национального романтизма и северного модерна 1880—1910 годов. На волне финского национального движения изменил свою шведскую фамилию «Галлен» на финский манер — «Каллела», объединив оба написания в двойную фамилию.

## Биография
Родился в Бьёрнеборге в семье юриста. С 1881 года учился в Гельсингфорсе, с 1882 года учился в частной Академии Адольфа фон Беккера, а с 1884 года — в академии Жюлиана в Париже. Ранние полотна («Мальчик и ворона», 1884, «Первый урок», 1889, Атенеум, Хельсинки) отличаются точным реалистическим изображением финской народной жизни и природы.

Флаг Ухтинской республики 1920—1922

С 1909 по 1910 годы находился с семьёй в путешествии по Британской Восточной Африке (ныне Кения).

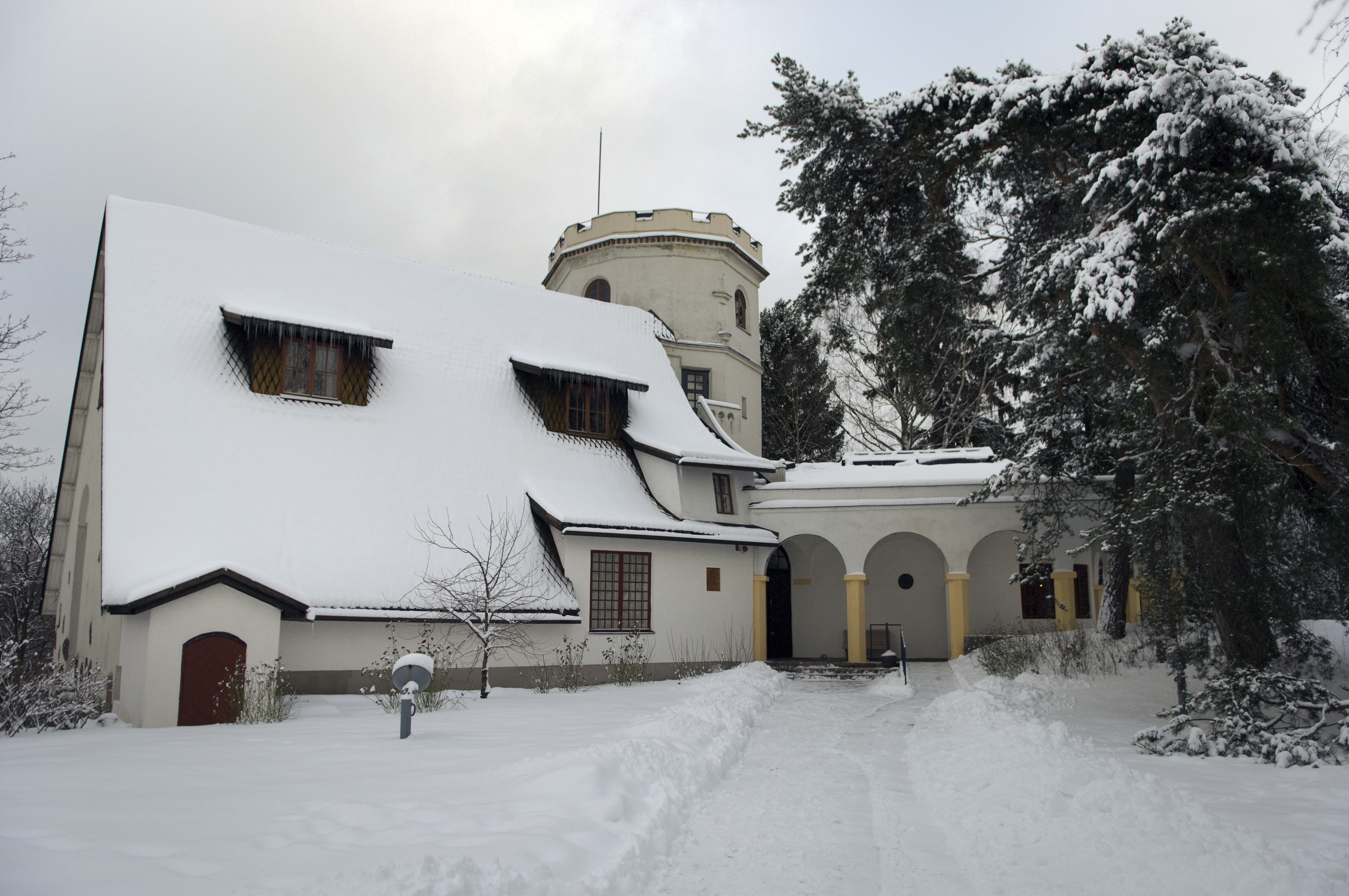
Музей Галлен-Каллелы в Тарваспяа, Эспоо

В 1918 году Галлен-Каллела и его сын принимали участие в боевых действиях Финской гражданской войны. Позже генерал Маннергейм предложил Галлен-Каллеле заниматься дизайном флагов, государственных символов (герб и флаг Ухтинской республики, орден Белой розы Финляндии, орден Креста Свободы) и униформы независимой Финляндии. В 1919 году он был назначен адъютантом Маннергейма. Художником был разработан финский форменный штык-нож образца 1919 года, выпускавшийся компанией Fiskars.
Гален-Каллела оказывал поддержку молодому художнику Александру Ахола-Вало, защищая его от обвинений в связях с коммунистами.
С декабря 1923 года по май 1926 года художник жил в США, где открылась выставка его картин.
Он умер от воспаления лёгких в Стокгольме 7 марта 1931 года, возвращаясь после лекции из Копенгагена.
В 1961 году его дом-студия в Тарваспяа, в Эспоо, был превращён в Музей Галлен-Каллелы.

## Творчество
В 1890-х годах Галлен-Каллела обращается к карело-финскому народному эпосу (триптих «Легенда об Айно», 1891, «Мать Лемминкяйнена», 1897, — в Атенеуме; офорты, иллюстрации). В своём творчестве он использовал символику и художественные приемы стиля модерн, что особенно заметно в циклах росписей: в мавзолее Юзелиуса в Пори (1901—1903) и в финском павильоне на Всемирной выставке в Париже (1900). В этих работах заметны его политические взгляды: так, на фреске «Ильмаринен вспахивает змеиное поле» одна из гадюк носит царскую корону, что символизирует желание видеть свободную Финляндию. Одновременно Галлен-Каллела создаёт реалистические пейзажи («Иматра зимой», 1893, Атенеум), портреты (М. Горького, 1906, Атенеум), иллюстрации (к роману «Семеро братьев» А. Киви, 1906—1907). В 1920-х годах им выполнен живописный цикл, посвящённый Восточной Африке.
Галлен-Каллела считается признанным мастером национального романтизма и северного модерна в Финляндии.